# Kilburn (Derbyshire)
Kilburn est une paroisse civile et un village du Derbyshire, en Angleterre.